# Бои за Нашице (1944)
Бои за Нашице (сербохорв. Битка за Нашице / Bitka za Našice) — военная операция 6-го Славонского корпуса НОАЮ. Проводилась с 17 по 24 ноября 1944 года с целью овладения городом Нашице — крупным транспортным узлом в тылу Сремского фронта. Операция была одной из крупнейших на территории Славонии в ходе Второй мировой войны. Штурм окружённого города длился почти 7 дней. К 17 часам 22 ноября 12-я Славонская пролетарская и 18-я Славонская ударная бригады овладели городом, за исключением участка обороны с центром во дворце Пеячевичей, где за толстыми стенами укрылись остатки усташско-домобранского гарнизона численностью около 250 человек. Вместе с тем немецким войскам, получившим подкрепление из района Сремского фронта, удалось деблокировать город и вынудить командование 6-го Славонского корпуса отвести партизанские части из Нашице в ночь с 23 на 24 ноября 1944 года. 

## Предыстория
После освобождения советскими и югославскими войсками Воеводины и образования в конце октября 1944 года Сремского фронта были проведены несколько совместных встреч представителей высшего командного состава НОАЮ и 3-го Украинского фронта для согласования мер по координации и взаимодействию союзных войск во время предстоящих наступательных операций Красной армии в области Среднего Дуная. Принимая во внимание цели и направления ударов войск 3-го Украинского фронта, особая роль отводилась силам НОАЮ, которые действовали в междуречье Савы, Дравы и Дуная, а именно 1-му Пролетарскому корпусу в Среме, 6-му Cлавонскому и 10-му Загребскому корпусам в Славонии и Подравине. Укреплённый узел Нашице с его важными транспортными развязками, играющими важную роль в обеспечении немецких войск в Баранье и на Сремском фронте, глубоко вклинивался в территорию, освобождённую войсками НОАЮ. Учитывая наступление Красной армии в районе Батины и Апатина и действия югославских войск на линии Сремска-Митровица — Вуковар — Осиек, овладение районом Нашице создавало для НОАЮ новые преимущества тактического, политического и экономического характера. Расширив свободную территорию, партизаны могли бы более эффективно действовать на линии коммуникаций Осиек — Дони-Михоляц и установить контроль над рядом опорных пунктов в районе Осиека, а также взаимодействовать с 1-м Пролетарским корпусом в ходе его операций на Сремском фронте.

## Силы противоборствующих сторон
По данным разведки 6-го Славонского корпуса, система обороны Нашице включала внешние опорные пункты в населённых пунктах Джюрдженовац (около 800 человек), Клокочевци (около 150 солдат 2-го батальона вспомогательной полиции), Нашичка-Брезница (около 50 человек), Велимировац (около 550 человек) и Марковац (около 460 человек). Сам город защищали около 1400 солдат: 1-й и 3-й батальоны вспомогательной полиции, усташи и жандармы. На вооружении гарнизона Нашице было 4 артиллерийских орудия и 6—10 тяжёлых миномётов. Система укреплений включала окопы, бункеры, минные поля и заграждения из колючей проволоки. В случае опасности противник мог получить усиление и поддержку из немецких гарнизонов в населённых пунктах Джяково, Осиек и Дони-Михоляц.
Проведение операции по освобождению Нашице планировалось силами 12-й и 40-й дивизий 6-го Славонского корпуса общей численностью войск около 9000 человек. 12-я Славонская дивизия задействовала 12-ю Славонскую пролетарскую ударную бригаду, Осиекскую ударную бригаду, 4-ю бригаду и 1-ю Чехословацкую бригаду «Ян Жижка». Всего 14 батальонов и артиллерийская батарея в составе трёх 75-мм орудий. 40-я Славонская дивизия участвовала в операции силами 16-й Молодёжной бригады «Йоже Влахович», 18-й Славонской ударной бригады и Вировитицкой бригады. Всего 11 батальонов и батарея 75-мм орудий. Резерв корпуса составлял Дильский партизанский отряд. Действия двух дивизий поддерживались 1-м артиллерийским дивизионом, 2 лёгкими танками и 1 танкеткой, а также автомобильным батальоном в составе 6 грузовиков и 3 автобусов.

## План операции
План операции предусматривал две фазы её осуществления. В первую очередь предстояло ликвидировать опорные пункты противника в населённых пунктах Клокочевци, Велимировац, Нашичка-Брезница и Марковац, а также блокировать гарнизон в Джюрдженоваце. На этом этапе перед бригадами было поставлено несколько задач. Осиекской бригаде предстояло уничтожить гарнизон в селе Клокочевци и после этого занять оборону на рубеже по правому берегу реки Вучица для недопущения продвижения сил противника из населённого пункта Дони-Михоляц. Задачей 12-й ударной бригады была ликвидация опорного пункта в селе Велимировац, после чего она поступала в резерв 12-й дивизии. Чехословацкая бригада должна была устроить засаду на направлении Джяково. 4-й бригаде после ликвидации опорного пункт в Нашичка-Брезница предстояло оборонять направление со стороны Осиека. Вировитицкая бригада блокировала гарнизон неприятеля в населённом пункте Джюрдженовац. Таким образом, четыре бригады должны были удерживать внешний периметр блокирования района операции, укрепив свои позиции окопами полного профиля. Начало первой фазы операции было назначено на 22 часа 17 ноября 1944 года.
Вторая фаза операции предусматривала штурм опорных пунктов в Нашице и Марковаце силами 18-й и 16-й Молодёжной ударных бригад. Начало штурма было назначено на 6 часов утра 18 ноября. Артиллерийский дивизион и танковый взвод поступали в распоряжение 18-й бригады. На автобатальон возлагалась эвакуации раненых и подвоз боеприпасов.

## Ход сражения
Операция началась 17 ноября в 22 часа. Ещё ночью было установлено, что противник отвёл свои силы из Велимироваца. Атака Осиекской бригады на Клокочевци задержалась и началась 18 ноября в 1 час 45 минут из-за ожидания подвоза артиллерийских орудий, затянувшегося в условиях непролазной грязи. Этим воспользовался противник, подтянувший подкрепление из сёл Велимировац и Нашичка-Брезница. 12-я Славонская бригада в течение ночи была перенацелена на взятие Марковаца и уже в 7 часов утра атаковала неприятеля. К 15 часам 30 минутам этот опорный пункт был ликвидирован. К 22 часам того же дня Осиекская бригада овладела хорошо укреплённым опорным пунктом в Клокочевцах. Нашичку-Брезницу противник оставил без боя.
18 ноября в 6 часов утра, одновременно с атакой 12-й бригады на Марковац, 18-я ударная бригада начала штурм Нашице. 16-я Молодёжная бригада опоздала с началом атаки на 4 часа. Последствия этого ощутили бойцы 18-й бригады, чьи атаки под сильным огнём артиллерии и тяжёлых миномётов противника не принесли успеха. Со вступлением в бой Молодёжной бригады штурм возобновился и продолжался весь день 19 ноября и в ночь на 20 ноября. Продвижение было медленным, батальоны несли большие потери, особенно 16-я Молодёжная бригада «Йоже Влахович». После трёх дней атак командование приняло решение вывести её из боя, заменив 12-й бригадой.
20 ноября в 5 часов утра в атаку пошла 12-я Славонская бригада и 3-й батальон Осиекской бригады. Подразделения 12-й бригады продвигались вперёд, но атака 3-го батальона осиекцев захлебнулась. Из-за больших потерь бойцами овладела паника и их вскоре вывели из боя. 21 ноября 12-я бригада прорвала оборону противника, вошла в центр города и вела ожесточённые уличные бои. Неприятель всячески пытался выбить партизан из занятых позиций, но безрезультатно. Бойцы и командиры 12-й пролетарской бригады проявляли примеры героизма, мужества и самопожертвования. Очень большие потери нёс командный состав. Идя в атаку впереди своих бойцов, погибла половина командиров подразделений бригады. 22 ноября особенно ожесточённые бои снова велись в секторе 12-й бригады. В это время, измотанная боями 18-я бригада, не сумев пробиться в город на всем фронте, прорвалась со стороны церкви и станции Матановци. Под прикрытием авиации противника к 18 часам этого дня части сил обороняющихся числом до 250 человек удалось вырваться из города в направлении населённого пункта Джюрдженовац.
К концу дня большинство очагов сопротивления было подавлено. В результате 5-дневного штурма бригады ликвидировали 36 немецко-усташско-домобранских бункеров и 22 ноября к 17 часам овладели городом, за исключением участка обороны с центром во дворце Пеячевичей, где за толстыми стенами укрылись около 250 солдат противника. Здесь же размещались около 400 раненых. Защитники дворца были плотно окружёны 12-й и 18-й бригадами, но не сдавались.
На внешних рубежах блокирования района операции силам корпуса до полудня 22 ноября удавалось отбивать все ожесточённые атаки противника, рвущегося на помощь осаждённому гарнизону Нашице. Пятый день боёв, 22 ноября, выдался самым тяжёлым. Немцы подтянули новые силы, в том числе танки и артиллерию. После обеда ситуация достигла кульминации. Неприятель, наступающий из города Дони-Михоляц, сломил сопротивление Осиекской бригады и вынудил её отойти к югу на линию между сёл Лила и Теодоровац. При этом один батальон отстал в селе Шаптиновци и лишь с трудом избежал окружения. Вировитицкая бригада была оттеснена от Джюрдженоваца. Молодёжная бригада была измотана боями и едва держала позиции. Не удалось сдержать наступление противника и со стороны Осиека. Штаб корпуса принял решение сократить фронт внешнего блокирования и отвести войска на ближние подступы к Нашице: 4-ю бригаду на линию Марковац — Трняки; 16-ю Молодёжную — в Сиповац; Вировитицкую бригаду — к населённому пункту Мартин.
Командир корпуса отдал приказ ликвидировать 23 ноября оставшийся очаг сопротивления в Нашице. Выполнение задачи сильно осложняло минное поле и прочный металлический забор вокруг здания. Две атаки, предпринятые в течение дня, были отбиты шквальным пулемётным огнём оборонявшихся. Единственная партизанская гаубица с ограниченным боезапасом была не в состоянии подавить огневые точки. Третий решающий штурм готовился в ночь с 23 на 24 ноября.
В это время ситуация на периметре блокирования снова обострилась. 23 ноября в 22 часа ночи 16-я Молодёжная бригада под напором немецких танков оставила позиции на направлении Нашице — Дони-Михоляц. 24 ноября в 3 часа ночи противник, поддержанный танками, пошёл на прорыв со стороны Джюрдженоваца и Дони-Михоляца. Силами резерва 12-й бригады его удалось задержать у моста на северном въезде в город. Вторая колонна противника прорвалась в северной части Марковаца. Учитывая неизбежную необходимость отвлечения сил 12-й и 18-й бригад на отражение прорывов противника, командование отменило очередную атаку на нашицкий дворец и, с целью тактической перегруппировки войск, отдало приказ об организованном отходе из города. В 6 часов утра в Нашице вошли около 1500 солдат противника с 4 танками. Так завершились почти 7-дневные непрерывные бои за этот город.

## Итоги
В боях за Нашице с обеих сторон приняли участие около 18 000 человек. Силы немецких и усташско-домобранских войск, задействованных в боях, включали около 8000 солдат, 20 танков и пять самолётов. Сведения о потерях немецких и хорватских войск разнятся и составляют от 818 выбывших из строя (убиты 151 человек, 405 ранены и 262 пропали без вести) до 1500 убитых и раненых. 
Данные о потерях 6-го Славонского корпуса также отличаются. Согласно донесению политического комиссара 6-го корпуса для Главного штаба  народно-освободительной армии и партизанских отрядов (ГШ НОАиПО) Хорватии от 15 декабря 1944 года в боях за Нашице погибли 154 человека и было ранено около 800 человек. Историк Здравко Цветкович приводит сведения о 145 погибших и около 700 раненых. Йован Кокот сообщает о 156 убитых и 812 раненых.
По оценкам послевоенных исследователей, операция по овладению Нашице была одной из самых крупных на территории Славонии в ходе Второй мировой войны, а штурм города стал самым ожесточённым, упорным, интенсивным, длительным и кровопролитным с обеих сторон за весь период военных действий в ряду боёв НОАЮ за населённые пункты Славонии. Бои длились семь дней и ночей. Чтобы разблокировать осаждённый гарнизон Нашице и предотвратить дальнейшее продвижение 6-го корпуса в направлении Дравы, Осиека и Джяково, командование немецкой 2-й танковой армии было вынуждено задействовать ряд подразделений 13-й дивизии СС и 117-й егерской дивизии, направляемых в Баранью в разгар боёв на Батинском плацдарме. Согласно донесению корпусной группы «Кюблер» о действиях на Сремском фронте в период с 12 ноября до 12 декабря 1944 года, продвижение двух усиленных полковых групп с целью деблокирования окружённого Нашице давалось с трудом. Корпус не располагал резервами и не мог снять с фронта немецкие части для укрепления этих полков, иначе была бы ослаблена главная линия обороны.
Неудача партизанской операции была обусловлена недостатками её подготовки. Планирование основывалось на неполных и непроверенных разведывательных данных о численности и составе немецких и усташских сил. Как выяснилось в процессе штурма, нашицкий укрепрайон представлял собой наиболее сильную оборонительную систему Славонии. Он состоял из трёх линий обороны, включающих 50 железобетонных бункеров, многочисленные опорные пункты и огневые точки в общественных и жилых зданиях. Всё это дополнялось большим количеством окопов, блиндажей и проволочных заграждений. Из документов штаба корпуса усматривается, что система обороны неприятеля была проанализирована недостаточно. Были недооценены немецкие возможности по оказанию помощи осаждённому гарнизону Нашице силами подразделений из Дони-Михоляца и Осиека. Это отразилось на формировании резервов. На результатах борьбы сказались проблемы в управлении войсками, а также нехватка боевой подготовки и опыта личного состава славонских бригад. Как свидетельствует пример 16-й Молодёжной бригады, в критический момент сил бойцов просто не хватило, чтобы день за днём, без передышки и смены непрерывно вести напряжённые бои с сильным противником.
Вместе с тем в донесении командования 6-го корпуса для ГШ НОАиПО Хорватии от 9 декабря 1944 года была дана положительная оценка действий командиров и бойцов в условиях сложной военной операции. Сообщалось о ликвидации опорных пунктов противника Клокочевци и Марковац, а также преобладающей частью в городе Нашице. Отмечалось, что корпус показал готовность вести боевые действия против больших сил противника, вплоть до немецкой дивизии. По мнению командования, операцию следовало популяризировать, как крупнейшую в ходе боевых действий в Славонии.

## Сведения о советских участниках боёв
В боях за Нашице участвовали бойцы Русского батальона Осиекской ударной бригады. По неполным данным, погибли советские граждане Иван Беляков, Леонид Бурыгин (уроженец Ленинграда) и Бранислав Черноносов (сербохорв. Černjonosov).
За храбрость, проявленную в боях за Нашице, приказом 12-й Славонской дивизии за № 52 от 6 декабря 1944 года по Осиекской бригаде были отмечены среди других партизан командир взвода 2-й роты 3-го батальона Иван Уколов и командир 2-й роты 3-го батальона Пётр Украинец.

## Комментарии
1. ↑  По другим данным, 1-й и 2-й батальоны 2-го добровольческого полицейского полка СС «Хорватия» (нем. Polizei-Freiwilligen-Regiment 2 Kroatien)[6].
2. ↑  Командование корпусной боевой группы «Кюблер» (нем. Korps-Gruppe Kübler), действовавшей на Сремском фронте, понимало важность Нашице для обеспечения его стабильности. Со Сремского фронта срочно были привлечены 606-й полк тыловой охраны (нем. Das Sicherungs-Regiment 606) и 1-й добровольческий полицейский полк СС «Хорватия» (нем. Polizei-Freiwilligen-Regiment 1 Kroatien). Из этих частей были сформированы две сильные боевые группы, восточная и западная, с задачей деблокирования и возвращения контроля над Нашице[6].
3. ↑  Русскими в Югославии по установившейся традиции во время Второй мировой войны называли граждан СССР и военные формирования НОАЮ, состоявшие полностью или частично из советских граждан — представителей многих национальностей СССР[17]. По данным штаба 12-й Славонской дивизии по состоянию на 1 декабря 1944 года, в Осиекской ударной бригаде по списку значились 258 граждан СССР[18].